# Belle Starr (filme)
Belle Starr (br.: A formosa bandida / pt.: A lenda da raposa vermelha) é um filme estadunidense de faroeste de 1941, dirigido por Irving Cummings para a 20th Century Fox. Filmado em Technicolor. O roteiro de Lamar Trotti foi baseado na biografia romanceada de Belle Starr, notória fora-da-lei. As locações foram no Missouri 

## Sinopse
Terminada a Guerra Civil Americana, o ex-soldado confederado Ed Shirley retorna para seu lar no Missouri disposto a conviver com os vitoriosos "yankees" (nortistas). Mas a irmã Belle ainda quer vingança pela morte do pai nas mãos das tropas da União e, quando sua casa é incendiada por esconder o guerrilheiro Sam Starr, ela foge para se juntar ao bando dele, dando início a sua carreira de fora-da-lei. 

## Elenco
- Gene Tierney...Belle Shirley / Belle Starr
- Randolph Scott...Sam Starr
- Dana Andrews...Maj. Thomas Crail
- Shepperd Strudwick...Ed Shirley
- Elizabeth Patterson...Sarah
- Chill Wills...Blue Duck
- Louise Beavers...Mammy Lou
- Olin Howland...Jasper Trench
- Paul E. Burns...Sargento
- Joe Sawyer...John Cole
- Joe Downing...Jim Cole
- Howard C. Hickman...Coronel Thornton
- Charles Trowbridge...Coronel Bright
- James Flavin...Sargento